# Omega-nisi Iwa
Omega-nisi Iwa är en kulle i Antarktis. Den ligger i Östantarktis. Norge gör anspråk på området. Toppen på Omega-nisi Iwa är 4 meter över havet.
Terrängen runt Omega-nisi Iwa är kuperad åt sydost, men åt nordost är den platt. Havet är nära Omega-nisi Iwa åt nordväst. Trakten är obefolkad. Det finns inga samhällen i närheten.